# 安倍徹郎
安倍 徹郎（あべ てつろう、1928年（昭和3年）8月29日 - 2016年（平成28年）2月23日）は、日本の脚本家・放送作家。安部徹郎、阿倍徹郎とも表記される。

## 来歴・人物
現在の東京都中野区の生まれ。
1948年に日本共産党に入党、入党当初は党の名誉回復運動を行っていたということや、1952年5月1日に発生した血のメーデー事件の時には現場に居合わせていたという一面も持つ。
1951年、早稲田大学第一文学部英文科卒業。カストリ雑誌『りべらる』編集部に入るが2年で倒産、それから約3年間、岩谷書店『宝石』など数社の出版社、編集部を転々としたのち大映脚本家養成所入所。ここにて池波正太郎の指導を受け、以後脚本においても池波作品を得意とするようになる。
1959年のテレビドラマ『パパ起きてちょうだい』（日本テレビ系）で脚本家デビュー。その後時代劇を数多く手がける。
愛棋家としても知られ、かつては山口瞳や赤木駿介とともに山口英夫に師事。アマチュアの段位も持っており、自らの作品に於いても、将棋を題材として扱ったものが幾つかある（『新・必殺仕置人』第五話「王手無用」など）。
また、早稲田大学在学中の1950年当時に経験した『レッドパージ反対・全都学生総決起大会』などの記憶を元に、当時の早大の同窓生たちと『早稲田・1950年・史料と証言』の6冊のシリーズ編纂にも携わっている。
2004年に千葉県に移り、本人曰く『晴耕雨読』の生活をしていた。

## 受賞
- 終戦48年特別企画『収容所から来た遺書』（フジテレビ、1993年）- 第24回（1993年度）放送文化基金賞番組部門本賞受賞。

## 主な脚本作品

### 映画
- 煙突娘（1958年）
- 一発かましたれ（1965年）
- 必殺仕掛人（1973年）
- 必殺仕掛人 春雪仕掛針（1974年）
- 超高層ホテル殺人事件（1976年）
- 徳川一族の崩壊（1980年、原案のみ）
- 未完の対局（1982年）

### テレビドラマ
- パパ起きてちょうだい（1959年-1962年、日本テレビ）
- 女房タブー集（1970年、TBS）
- 七つちがい（1971年、日本テレビ）
- 泣くな青春（1972年-1973年、フジテレビ）
- 必殺仕掛人（1972年-1973年、TBS）
- 子連れ狼（1973年、日本テレビ）
- 剣客商売（1973年、フジテレビ）
- 必殺仕置人（1973年、TBS）
- 助け人走る（1973年-1974年、TBS）
- 暗闇仕留人（1974年、TBS）
- おしどり右京捕物車（1974年、TBS）
- ザ・ボディガード（1974年、テレビ朝日）
- 斬り抜ける（1974年-1975年、TBS）
- 必殺必中仕事屋稼業（1975年、TBS→テレビ朝日）
- 鬼平犯科帳（1975年、テレビ朝日）
- はぐれ刑事（1975年、日本テレビ）
- 必殺仕置屋稼業（1975年-1976年、テレビ朝日）
- 必殺仕業人（1976年、テレビ朝日）
- 隠し目付参上（1976年、TBS）
- 必殺からくり人・血風編（1976年-1977年、テレビ朝日）
- 喜びも悲しみも幾歳月（1976年-1977年、日本テレビ）
- 江戸の旋風（1976年-1978年、フジテレビ）
- 新・必殺仕置人（1977年、テレビ朝日）
- 破れ奉行（1977年、テレビ朝日）
- 横溝正史シリーズI「本陣殺人事件」（1977年、TBS）
- 新 木枯し紋次郎（1977年、テレビ東京）
- 新・必殺からくり人・東海道五十三次殺し旅（1977年-1978年、テレビ朝日）
- 兄弟刑事（1977年-1978年、フジテレビ）
- 江戸プロフェッショナル・必殺商売人（1978年、テレビ朝日）
- 江戸の渦潮（1978年、フジテレビ）
- 東京メグレ警視シリーズ（1978年、テレビ朝日）
- 横溝正史シリーズII「黒猫亭事件」（1978年、TBS）
- 西遊記（1978年-1979年、日本テレビ）
- 駆け込みビル7号室（1979年、フジテレビ）
- 検事霧島三郎（1979年、MBS）
- 旅がらす事件帖（1980年-1981年、フジテレビ）
- 竹とんぼ（1980年-1981年、日本テレビ）
- 仕掛人・藤枝梅安（1983年、フジテレビ）
- 名探偵・金田一耕助シリーズ「本陣殺人事件」（1983年、TBS）
- 必殺仕事人V・旋風編（1986年-1987年、テレビ朝日）
- 傑作時代劇（1987年、テレビ朝日）
  - 雲霧仁左衛門 江戸編
- 飢餓海峡（1988年、フジテレビ）
- さよなら李香蘭（1989年、フジテレビ）
- 鬼平犯科帳第1シリーズ-第7シリーズ（1989年-1997年、フジテレビ）
- 必殺スペシャル・新春 大暴れ仕事人! 横浜異人屋敷の決闘（1990年、テレビ朝日）
- 神谷玄次郎捕物控（1990年、フジテレビ）
- 仕掛人・藤枝梅安（1990年-1991年、フジテレビ）
- 居酒屋兆治（1992年、フジテレビ）
- 収容所（ラーゲリ）から来た遺書（1993年、フジテレビ）
- 事件シリーズ第1作-第3作（1993年-1995年、テレビ朝日）
- 海の密室・クルーザー殺人事件（1994年、テレビ朝日）
- 御家人斬九郎（1995年、フジテレビ）
- 銭形平次（1997年、フジテレビ）
- 鬼平犯科帳スペシャル 雨引の文五郎（2009年、フジテレビ）

## 著書
- 『クジラとずぼんつり』 松島鈴子・絵 青葉書房＜学級図書館 4年 14＞、1957年。

### 共著
- 『早稲田1950年史料と証言』(全6冊）早稲田1950年記録の会、1997年。